# Odontobdella
Odontobdella (Зубаста п'явка) — рід п'явок родини Salifidae ряду Безхоботні п'явки (Arhynchobdellida). Має 3 види.

## Опис
Загальна довжина представників цього роду коливається від 5 до 8 см. Зовнішністю доволі схожі на види з роду Mimobdella. Основною відмінністю є присутність 2 пари глоткових майже рудиментарних стилетів (зубоподібних утворень) напочатку глотки тоді як у Mimobdella наділа 3 миогнатами (м'язовими щелепами) зі стилетами біля рота. Очі відсутні. Тулуб циліндричний, помірно вузький. Соміти складаються з 6 кілець. Кільця цього виду на відміну від інших представників роду менше стиснуті в кожному сегменті. Передня присоска доволі велика, може навіть бути ширшою за тіло, має овальну форму.
забарвлення жовтувате, світло-коричневе з різними плямочками або цятками більш темного кольору.

## Спосіб життя
Тримаються біля води, на мілині, у вологих ґрунтах, серед опалого листя, різного сміття, макрофітів, а також на рисових полях. Здатні також трохи плавати. Є хижаками, що живляться дрібними водними безхребетними, насамперед різних личинок комах, а також дощових хробаків.
Відкладають декілька коконів, в яких містить до 14 яєць. Кокони кріплються до каміння або іншої твердої поверхні на дні.

## Розповсюдження
Поширені в Японії, КНР, на Тайвані, в Непалі, М'янмі, Індії.

## Види
- Odontobdella blanchardi
- Odontobdella krishna
- Odontobdella polaneci